# Helen Sharman
Helen Patricia Sharman OBE (Sheffield, 30 de maio de 1963) foi a primeira cidadã do Reino Unido a ir ao espaço.
Helen, casada e com uma filha, trabalhava como química na iniciativa privada quando respondeu a um convite de uma rádio inglesa, que convocava britânicos comuns a uma missão no espaço. As únicas exigências eram que fosse um cidadão inglês, idade entre 21 e 40 anos, algum conhecimento científico, facilidade para aprender línguas estrangeiras e boa saúde física. A missão chamava-se Projeto Juno e era uma iniciativa conjunta do governo da União Soviética e de um grupo de empresas inglesas para colocar um inglês no espaço, facto até então inédito. Em 25 de Novembro de 1989, foi escolhida entre treze mil candidatos de todo Reino Unido para o treino de cosmonauta.

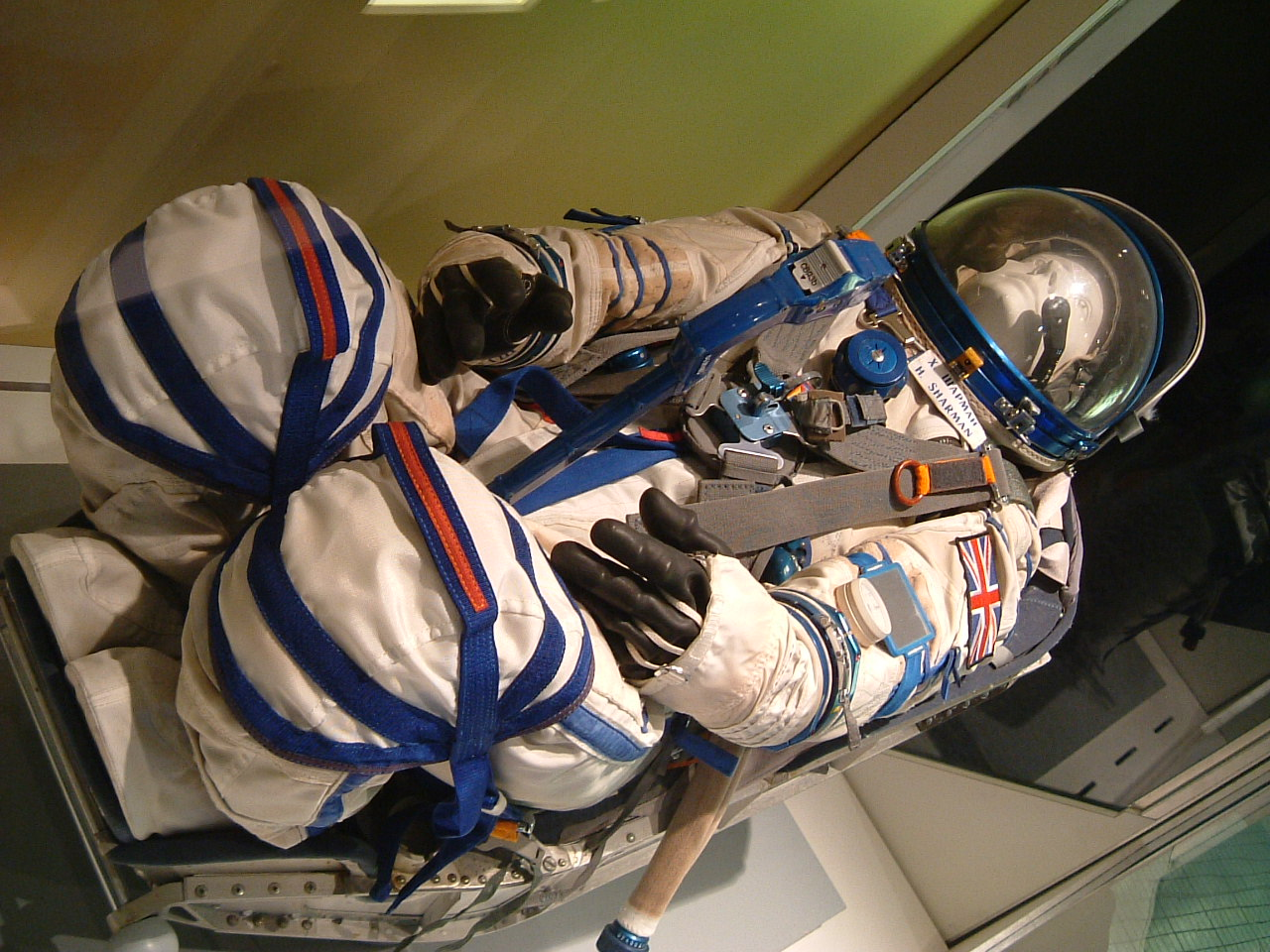
Traje espacial Sokol usado por Sharman, em exibição no National Space Centre em Leicester, Inglaterra.

Após passar dezoito meses em treino na Cidade das Estrelas, Sharman subiu ao espaço em 18 de Maio de 1991 na missão Soyuz TM-12, juntamente com os cosmonautas soviéticos Anatoli Artsebarsky e Sergei Krikalev, para passar uma semana na estação orbital Mir, sendo a primeira mulher a visitá-la. 
Na estação, suas tarefas incluíam testes médicos e agrícolas, fotos das Ilhas Britânicas e uma conversa por radio-amador com crianças de escolas da Grã-Bretanha. Retornou em 26 de Maio, na Soyuz TM-11, com os cosmonautas Viktor Afanasyev e Musa Manarov. Os dois, isolados há cinco meses no espaço, queixaram-se de que Helen Sharman mudava de roupa e ficava nua diante deles. A astronauta alegou que a estação espacial não tinha instalações adequadas para as mulheres. Com os quatro módulos acoplados à estação, Helen poderia ter usado as várias câmaras estanques para mudar de roupa, longe dos olhares dos quatro soviéticos.
Seu voo pioneiro concedeu-lhe uma OBE em 1992. Tentou voltar ao espaço em 1992 e 1998, em processos selectivos de novos corpos de astronautas feitos pela Agência Espacial Europeia (ESA), mas não conseguiu ser seleccionada, ficando apenas entre os 25 últimos finalistas. Helen hoje trabalha como locutora de rádio de programas de ciência e apresentadora de televisão. Em dezembro de 2015, o  major Tim Peake tornou-se o segundo britânico a ir ao espaço.